# Wometo
Wometo est un village de l'État du Bénin, en Afrique de l'Ouest. Il est situé dans le département du Zou et fait partie administrativement de l'arrondissement de Kpédékpo, qui est lui-même sous la juridiction de la commune de Zagnanado. L'Ouémé coule au sud de la localité, un lac se trouve au nord-est,.